# Římskokatolická farnost Želechovice nad Dřevnicí
Římskokatolická farnost Želechovice nad Dřevnicí je územní společenství římských katolíků s farním kostelem svatého Petra a Pavla v děkanátu Vizovice. 

## Historie farnosti
Současný farní kostel stojí na místě středověkého chrámu, o čemž svědčí některé dochované stavební prvky. V 16. století byla fara obsazena nekatolíky a kolem roku 1620 zanikla. V následujících letech patřila farnost střídavě k Vizovicím a ke Zlínu. V roce 1737 byl kostel renovován. Od roku 1756 zde působila expozitura a v roce 1785 byla ustavena lokálie, která byla teprve v roce 1843 povýšena na faru.

## Duchovní správci
Farářem zde byl k lednu 2017 R. D. Mgr. Lubomír Vaďura. Toho od července téhož roku vystřídal jako administrátor R. D. Mgr. Pavel Martinka. S platností od července 2018 byl ustanoven farářem.

## Bohoslužby
| Kostel                | Místo                    | Bohoslužba (den)              | Hodina     | Poznámka     |
| --------------------- | ------------------------ | ----------------------------- | ---------- | ------------ |
| svatého Petra a Pavla | Želechovice nad Dřevnicí | neděle pondělí čtvrtek sobota | 8.00 17.30 | farní kostel |

## Aktivity ve farnosti
Ve farnosti se pravidelně koná tříkrálová sbírka. V roce 2018 bylo při ní vybráno v Želechovicích 72 106 korun.